# Javier Illana
Javier Illana García (* 12. September 1985 in Leganés) ist ein spanischer Wasserspringer. Er startet bei Wettkämpfen vom 1-m- und 3-m-Brett.
Illana hat bei den Olympischen Spielen 2004 in Athen und 2008 in Peking teilgenommen und erreichte im Springen vom 3-m-Brett jeweils das Halbfinale. Darüber hinaus hat er zwischen 2003 und 2011 bei fünf Schwimmweltmeisterschaften teilgenommen. Sein bislang größter Erfolg war der Gewinn der Bronzemedaille bei den Schwimmeuropameisterschaften 2010 in Budapest. Beim FINA-Diving-Grand Prix konnte er 2010 in Madrid und 2011 in Montreal einen zweiten Rang erreichen.